# 追分だんご本舗
追分だんご本舗（おいわけだんごほんぽ）は、東京都新宿区新宿三丁目にある和菓子店。団子が新宿銘菓として知られ、古くからの由来を持つ老舗である。全国和菓子協会会員店。

## 由来
「追分だんご」の由来は、1455年（康正元年）に太田道灌が江戸城を築城中、武蔵品川の館から武蔵野に鷹狩りに行った帰り道、高井戸で中秋の名月のもとで宴を張っていたところ、土着の名族から手つきの団子が献上され道灌は大いに喜び、その後も団子を所望したといわれる。
のちに高井戸宿が甲州街道の始駅となり、団子屋は柳茶屋と号し茶屋として大いに繁盛した。1698年（元禄11年）、内藤新宿が伝馬の宿駅となり、柳茶屋も新宿追分に移転し「追分だんご」と呼ばれるようになった。

## 事業所
株式会社追分だんご本舗（英語: OiwakeDango Co.,Ltd.,）として法人化している。本社所在地は新宿本店と同一。1945年（昭和20年）設立。
新宿区下落合1丁目2-11（フジイビル5階）に営業部を置き、オンラインショップの運営を行っていたが、2020年（令和2年）10月5日よりオンラインショップは休業している。

## 店舗

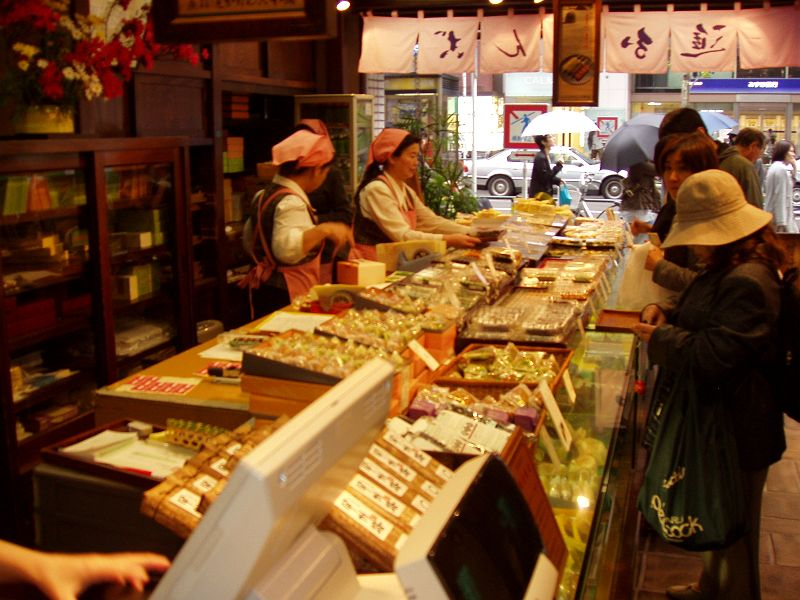
新宿本店 店頭の様子
（2009年2月19日撮影）

かつては東京都内に6店舗を有し、百貨店（デパ地下）などに出店していた時期もあった。
2020年時点では新宿本店と、新宿駅西口地下の「メトロ食堂街」に出店していた新宿西口メトロ店の2店舗となっていたが、メトロ食堂街の閉鎖により新宿西口メトロ店が閉店、2020年10月現在は新宿本店のみ営業している。
商品が売り切れた場合は、営業時間内でも閉店時間を繰り上げて閉店する場合がある。

### 新宿本店
- 所在地 - 東京都新宿区新宿三丁目1番22号[1]
- 定休日 - 正月三が日（1月1日～3日）
- 営業時間
  - 販売：午前10時 - 午後8時30分
  - 喫茶：月 - 金曜日 午前11時 - 午後7時、土・日曜日・祝日 午前11時 - 午後8時
- 駐車場 - 無し

### 新宿西口メトロ店（閉店）
- 所在地 - 東京都新宿区西新宿一丁目1番2号　メトロ食堂街 地下1階（新宿駅西口地下）
- 定休日 - 1月1日
- 営業時間
  - 販売：午前10時 - 午後9時
  - 喫茶：午前10時30分 - 午後9時
- 駐車場 - 無し

1966年（昭和41年）9月9日のメトロ食堂街オープン時より出店していたが、2020年9月30日のメトロ食堂街閉鎖により閉店、54年の歴史に終止符を打った。

## 商品
2019年（令和元年）10月1日現在のおしながきより。季節により商品は変更される。
商品の消費期限は、製造当日限りとなっている。

### 定番商品
- 追分だんご
  - こしあん、白あん、よもぎ（つぶあん・こしあん）、みたらし、ごまたれ、生醤油
  - きなこ、のり巻き、のり七味、内藤とうがらし、大人のみたらし（山椒・七味入）、大人の生醤油（山椒・七味入）
  - 茶あん、生姜
- 生菓子
  - 豆大福、豆餅、あんみつ

### 季節限定商品
- 秋
  - 栗あんだんご、栗大福、栗あんみつ
  - ゆずあんだんご、松茸だんご
  - お月見だんご（十三夜・十五夜）
  - おはぎ（つぶあん・こしあん・きなこ・ごま）
- 冬
  - いちご大福、いちごあんだんご、いちごあんみつ

商品ギャラリー

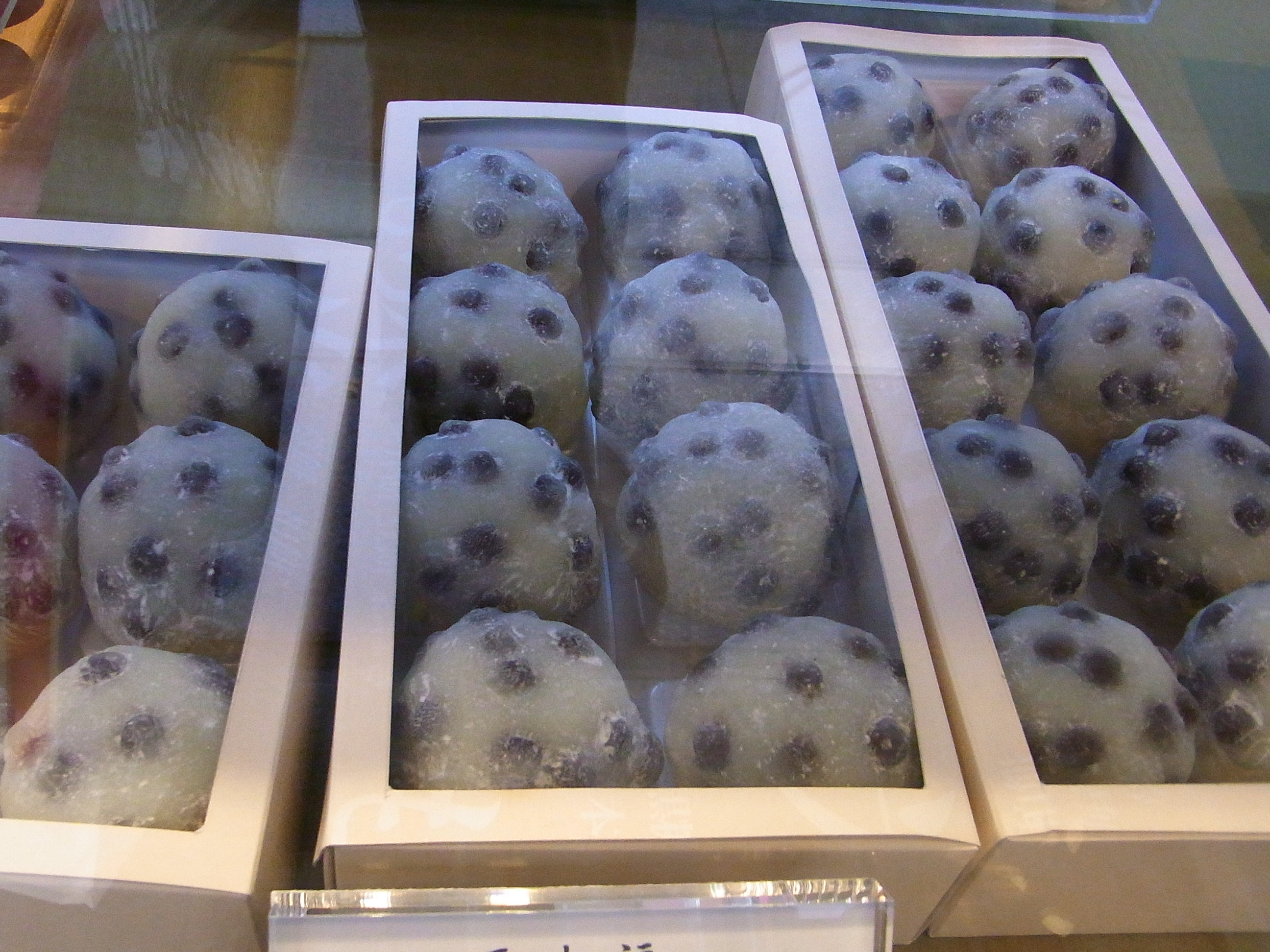
店頭の豆大福 （2010年11月28日撮影）
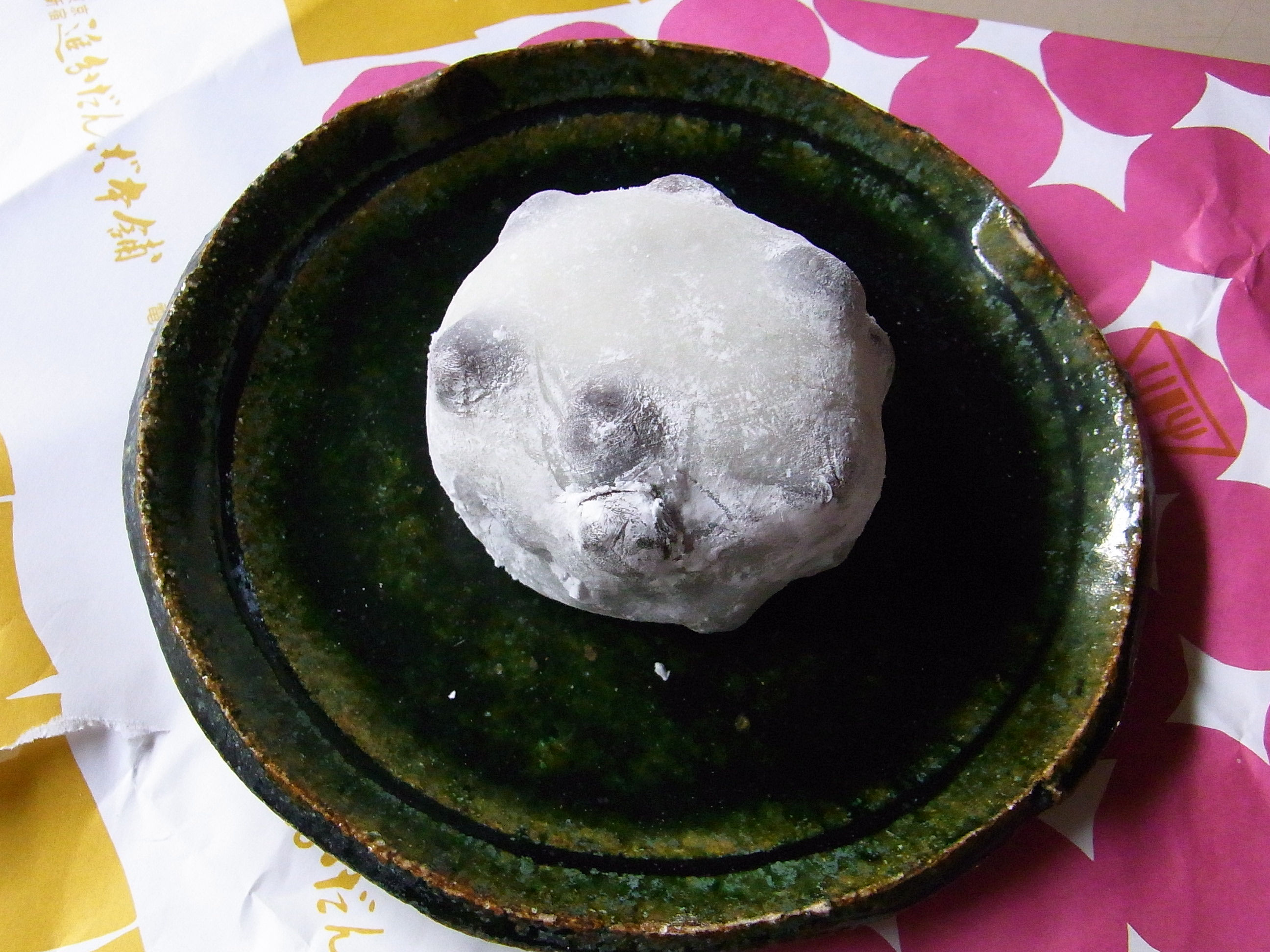
豆大福 （2010年11月28日撮影）
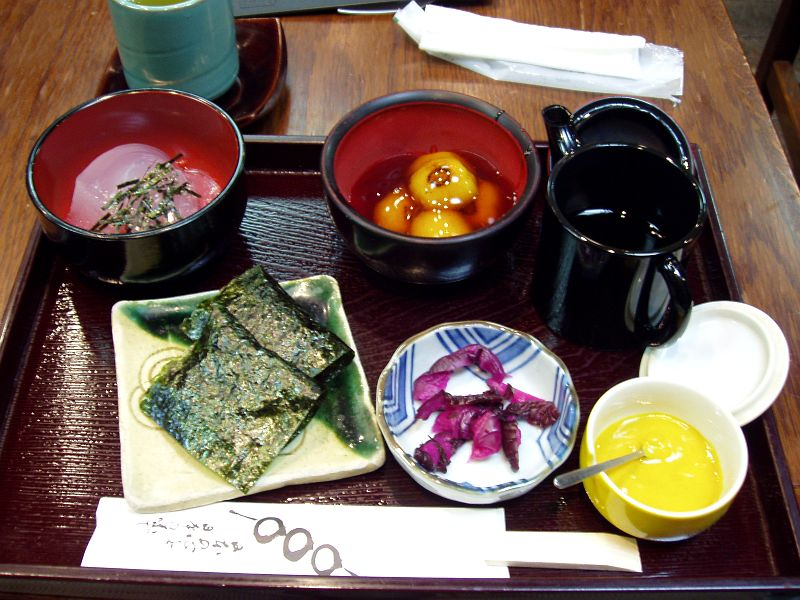
栗ぜんざいとところてん （2009年2月19日撮影）

## 交通アクセス
- 鉄道
  - JR山手線 - 新宿駅より徒歩10分、JR中央線 - 新宿駅より徒歩10分
  - 都営地下鉄新宿線 - 新宿三丁目駅より徒歩2分、都営地下鉄大江戸線 - 新宿駅より徒歩15分
  - 東京メトロ丸ノ内線 - 新宿三丁目駅より徒歩2分、東京メトロ副都心線 - 東新宿駅より徒歩10分
  - 西武新宿線 - 西武新宿駅より徒歩7分、小田急小田原線 - 新宿駅より徒歩10分

かつては店舗の近くに、京王電気軌道（現：京王電鉄）の初代新宿駅であった「新宿追分駅」が所在した。現在も「新宿追分」停留所があり、新宿区のコミュニティバス「新宿WEバス」や都営バスが停車する。